# Antoine Gonzales (martyr)
Pour les articles homonymes, voir Gonzales.
Antoine Gonzales de Léon (León, 1593 - Nagasaki, 24 septembre 1637) est un missionnaire espagnol dominicain du XVIIe siècle mort martyr au Japon.

## Biographie
Entré chez les dominicains à l'âge de 16 ans, après avoir terminé ses études théologiques, il commence sa vie de dominicain comme prédicateur et professeur de théologie dans la région d'Ávila. Il semble aussi avoir été chargé de la formation des jeunes dominicains de sa province. Répondant à l'appel missionnaire il s'embarque pour les Philippines en 1631 où il arrive un an plus tard. Il intègre immédiatement l'équipe de dominicains responsable de l'Université de Santo Tomas. Il en devient pour un temps très court le recteur au printemps 1636.
A l'été de cette même année il prend le bateau pour Okinawa. Il est accompagné du dominicain français Guillaume Courtet, du théologien espagnol Michel de Aozaraza, du dominicain japonais Vincent Schiwozuka de la Croix, de leur interprète japonais Lazare de Kyoto ainsi que du laïc philippin Lorenzo Ruiz. Un mois après son arrivée en terre japonaise il est arrêté et emprisonné. Il est transféré à Nagasaki en 1637 pour être jugé. Il subit la torture avec ses autres compagnons d'infortune. Il n'apostasie pas et meurt dans sa cellule affaibli par les mauvais traitements subis et souffrant de fièvre .

## Vénération
Antoine Gonzales de Léon fut béatifié avec 15 autres martyrs, appelés encore les seize martyrs de Nagasaki le 18 février 1981 par le pape Jean Paul II et canonisé à Rome par ce dernier le 18 octobre 1987. Il est fêté le 24 septembre.

## A voir aussi

### Biographie
- (en) Schütte, J. F., New Catholic Encyclopedia, vol. 7, Gale Cengage, 2003  (ISBN 0787640115), p. 724-736.
- Giuseppe Boero, Histoire de la vie et du martyre des saints japonais, Toulouse, 1963.